# 花園高架下商店街

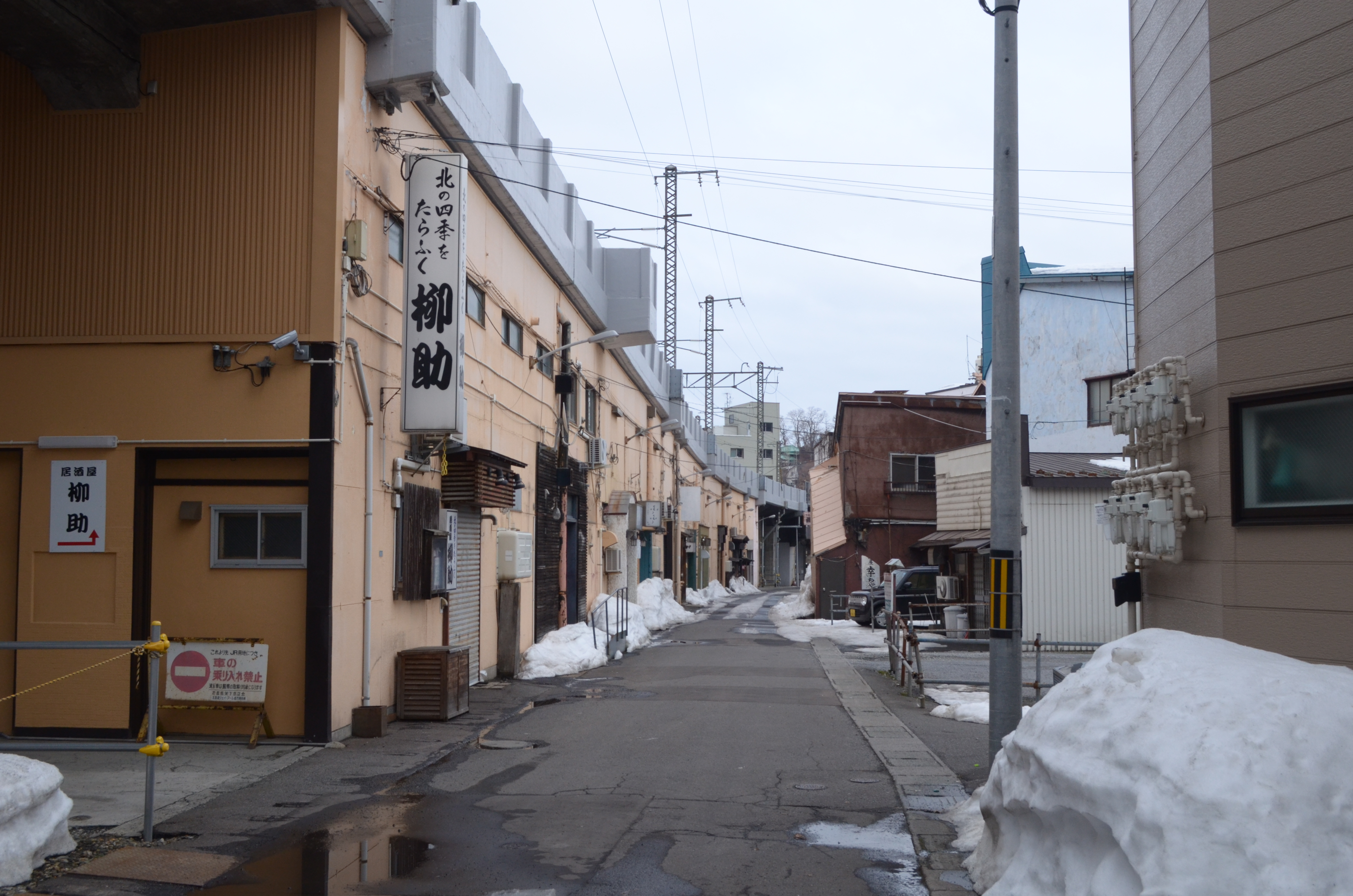
花園高架下商店街（2023年3月）

花園高架下商店街（はなぞのこうかしたしょうてんがい）は、かつて北海道小樽市花園にあった商店街。北海道内最古の鉄道高架橋下飲食店街であった。

## 歴史
1964年（昭和39年）、日本国有鉄道（当時）小樽駅から南小樽駅の間が、北海道内の鉄路で初めて連続立体高架化された。その翌年の1965年（昭和40年）12月24日、花園地区の縁を斜めに横切るように高架下の約320メートルを8区画に分けて建物を整備し、花園高架下商店街が開業した。入居者はすし店・居酒屋・スナック・食料品店などで、比較的安い店が多く、仕事帰りの会社員らで遅くまでにぎわったという。最盛期のテナントは約40軒を数えたが、2006年（平成18年）12月22日時点では22軒と半分近くに減っていた。
開業から40年以上が経過した2011年（平成23年）、管理会社の北海道ジェイ・アール都市開発が劣化度調査を行ったところ、震度5以上の地震で建物が倒壊する恐れのあることが判明した。それ以降は移転や閉店などで空いたテナント跡への新規入居が抑制され、2013年（平成25年）から2014年（平成26年）にかけては2区画が閉鎖、解体された。
そして2020年（令和2年）、北海道ジェイ・アール都市開発は残るすべての区画の閉鎖方針を決定した。理由としては修繕費用が増加したことにより採算が合わなくなったことと、飲食店街を数年存続させても老朽化した橋脚の耐震工事が始まれば結局解体せざるを得ないことを挙げている。同年には、商店街振興組合も解散した。
2023年（令和5年）2月の時点で営業を続けていたテナントは4軒にまで減り、同年3月末で花園高架下商店街は閉鎖され、同11月までに建物は解体された。